# Daily News (New York)
Il Daily News è un quotidiano distribuito negli Stati Uniti con sede a New York City. Fondato nel 1919, è stato il primo quotidiano degli Stati Uniti stampato in formato tabloid ed è tra i quotidiani a maggiore diffusione nel Paese nordamericano (il nono nel 2016). Dal 2017 è di proprietà della società editoriale Tronc.
Nella sua storia i giornalisti del Daily News hanno vinto per undici volte il Pulitzer.

## Storia

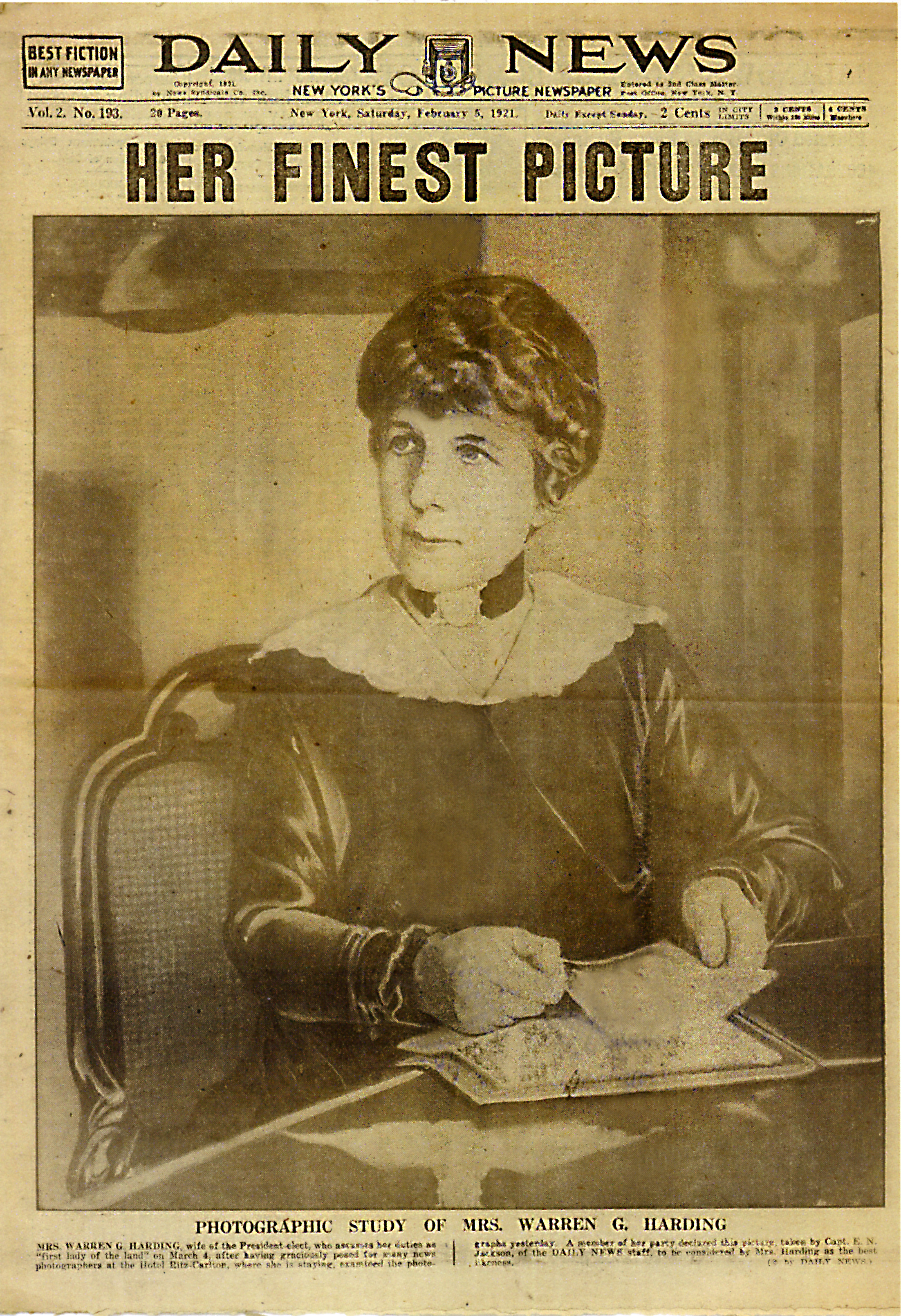
La prima pagina del 5 febbraio 1921

Fondato a New York il 26 giugno 1919 da Joseph Medill Patterson come Illustrated Daily News dopo che Patterson e suo cugino Robert R. McDonald, co-editori del Chicago Tribune, non si erano trovati d'accordo sulla linea editoriale del giornale di Chicago. Patterson si era così messo a lavorare al progetto di un nuovo giornale e pensa al formato tabloid dopo avere incontrato Alfred Harmsworth, editore del londinese Daily Mirror.
Il Daily News non ha un successo immediato, nell'agosto del 1919 la circolazione del giornale è di 26 000 copie. Tuttavia molti pendolari della metropolitana di New York trovano più facile gestire il formato del tabloid, così il numero di lettori cresce costantemente.  All'epoca del primo anniversario del giornale, nel giugno 1920, la distribuzione è di oltre 100 000 copie e nel 1925 raggiunge il milione. Il picco è raggiunto nel 1947 con 2,4 milioni di copie al giorno, quasi il doppio la domenica. 
Dal 1920 al 1991 lo slogan del Daily News è "New York's Picture Newspaper" per la enfasi data alle fotografie, una macchina fotografica fa persino parte del logo del giornale fin dal primo giorno.  Lo slogan successivo, sviluppato da una campagna pubblicitaria del 1985, è "New York's Hometown Newspaper", mentre un altro è "The Eyes, the Ears, the Honest Voice of New York". Il Daily News continua a pubblicare fotografie di grandi dimensioni e notizie sulla città, di intrattenimento e sport, anche fumetti e gossip sulle celebrità.
Dopo avere superato un momento economicamente difficile nel 1982, il Daily News rischia il fallimento nel 1991, a causa di uno sciopero protrattosi per circa cinque mesi; l'intervento del finanziere Robert Maxwell lo salva dalla bancarotta. Poco dopo Maxwell muore e nel 1993 la testata è acquistata dall'editore Mortimer Zuckerman per 36 milioni di dollari.
Nel gennaio 2012 diventa direttore del Daily News Colin Myler, in precedenza direttore di News of the World e New York Post. Nel settembre 2015 è sostituito dal suo vice Jim Rich. Il 4 settembre 2017 la società editoriale Tronc, proprietaria tra l'altro del Chicago Tribune,  del Baltimore Sun, dell'Orlando Sentinel e di vari altri giornali tra cui il Los Angeles Times venduto nel giugno 2018, acquisisce da Zuckerman il Daily News per 1 dollaro, assumendo "passività operative e pensionistiche".  Al momento dell'acquisto, la distribuzione del quotidiano è scesa a 200 000 copie nei giorni feriali e 260.000 alla domenica.
Nel luglio 2018 Tronc licenzia metà redazione del giornale, incluso il direttore Jim Rich, sostituito da Robert York, direttore di un altro giornale di proprietà del gruppo, The Morning Call di Allentown, Pennsylvania. Questione dei costi troppo alti, sostiene l'editore che intende dare più peso alla versione digitale. Ma c'è anche chi fa notare come il ridimensionamento del giornale sia stato deciso una settimana dopo la pubblicazione di un titolo a caratteri cubitali in cui si accusava Donald Trump di "aperto tradimento" per l'incontro con Putin corredato da un disegno in cui, sotto l'insegna della Quinta Strada, un Putin a petto nudo dà la mano a Trump che con l'altra mano punta una pistola contro lo Zio Sam.

## Struttura editoriale
Il giornale al suo interno è articolato con numerose rubriche:
- Sport – con gli avvenimenti principali di baseball.
- Pettegolezzo – notizie dei principali fatti riguardanti personaggi famosi.
- Divertimento – Televisione, Musica, giochi.
- Eventi – Teatro, musica, cinema.
- Notizie locali – La rubrica, tratta le notizie riguardanti la città di New York.
- Opinioni – Rubrica di politica interna ed estera, curata da famosi giornalisti come Joshua Greenman, SE Cupp e Errol Louis.

## Collaboratori
- Lewis Beale
- Jimmy Breslin
- Juan Gonzalez
- Pete Hamill
- David Hinckley
- Ronan Keenan
- Mike Lupica
- John Melia
- Lars-Erik Nelson
- William Reel